# Von Steuben (U-Boot)
Die Von Steuben, auch USS Von Steuben (Kennung: SSBN-632), war ein atomgetriebenes U-Boot mit ballistischen Raketen der Lafayette-Klasse (James-Madison-Gruppe) der United States Navy, das von 1964 bis 1994 in Dienst stand.

## Geschichte
Die Von Steuben wurde 1961 bei Newport News Shipbuilding in Auftrag gegeben und 1962 dort auf Kiel gelegt. Es wurde nach dem preußischen Offizier und US-amerikanischen General Freiherr Friedrich Wilhelm von Steuben benannt, der die Kontinentalarmee im Amerikanischen Unabhängigkeitskrieg nach deutschem Vorbild reorganisierte. Der Stapellauf erfolgte nach etwas mehr als einem Jahr, im September 1964 wurde das Boot schließlich bei der United States Navy in Dienst gestellt.
Im Anschluss folgten erste Erprobungs- und Trainingsfahrten, am 22. Dezember schoss das U-Boot seine erste SLBM vom Typ UGM-27 Polaris ab. Ab März 1965 nahm die Von Steuben ihre Patrouillen zur Abschreckung auf.
1968 wurde sie von Charleston, South Carolina nach Rota in Spanien verlegt. Am 9. August desselben Jahres traf sie, operierend 40nm vor der spanischen Küste, die Trosse zwischen einem Schlepper und einem Tanker, bließ daraufhin den Ballasttank aus und kollidierte schließlich mit dem Tanker. Die notwendigen Reparaturen wurden bei Electric Boat durchgeführt.
1970 wurde schließlich ihr Raketensystem auf die UGM-73 Poseidon umgestellt, dies geschah wiederum bei EB. Von da an operierte das Boot wieder aus Charleston.
Am 24. Februar 1994 wurde die Von Steuben außer Dienst gestellt und zwischen 2000 und 2001 der Puget Sound Naval Shipyard im Ship-Submarine Recycling Program abgebrochen.